# Nébuleuse d'Orion
M42
Pour les articles homonymes, voir Orion et M42.
La nébuleuse d'Orion ou Grande Nébuleuse d'Orion ou Messier 42 (M42 du catalogue de Messier) ou Sh2-281 ou LBN 974 ou NGC 1976 est une nébuleuse diffuse qui brille en émission et en réflexion au cœur de la constellation d'Orion du bras d'Orion de la Voie lactée, ainsi qu'une importante région à sursauts de formation d'étoiles. Elle est une des nébuleuses les plus spectaculaires, et la nébuleuse la plus intense visible à l'œil nu depuis l'hémisphère nord, de nuit et en l'absence de pollution lumineuse, observable avec des jumelles.

## Caractéristiques

La nébuleuse d'Orion par le télescope spatial Hubble de la NASA.

Sa taille est d'environ 24 années-lumière. Sa structure occupe un pan de ciel de 66 × 60 minutes d'arc, quatre fois plus étendu que la pleine lune. Cet objet correspond à la principale partie d'un nuage de gaz et de poussières beaucoup plus vaste encore, le nuage d'Orion, qui s'étend sur près de la moitié de la constellation et contient en plus la boucle de Barnard et la nébuleuse de la Tête de Cheval. 
En 2007, les nouvelles mesures disponibles, grâce notamment aux grands radiotélescopes intercontinentaux Very Long Baseline Array ont permis de ramener la distance de la nébuleuse de 1 500 années-lumière, comme on le croyait jusque-là, à environ 1 350 années-lumière de la Terre, soit un rapprochement virtuel d'environ 10 % ce qui fait d'elle la pouponnière d'étoiles la plus proche du Système solaire. 
La nébuleuse d'Orion contient un amas ouvert renfermant de nombreuses étoiles très jeunes et très chaudes (Théta, le Trapèze), nées récemment et dont le rayonnement ionise à présent l'hydrogène environnant (région à sursauts de formation d'étoiles).

## Histoire

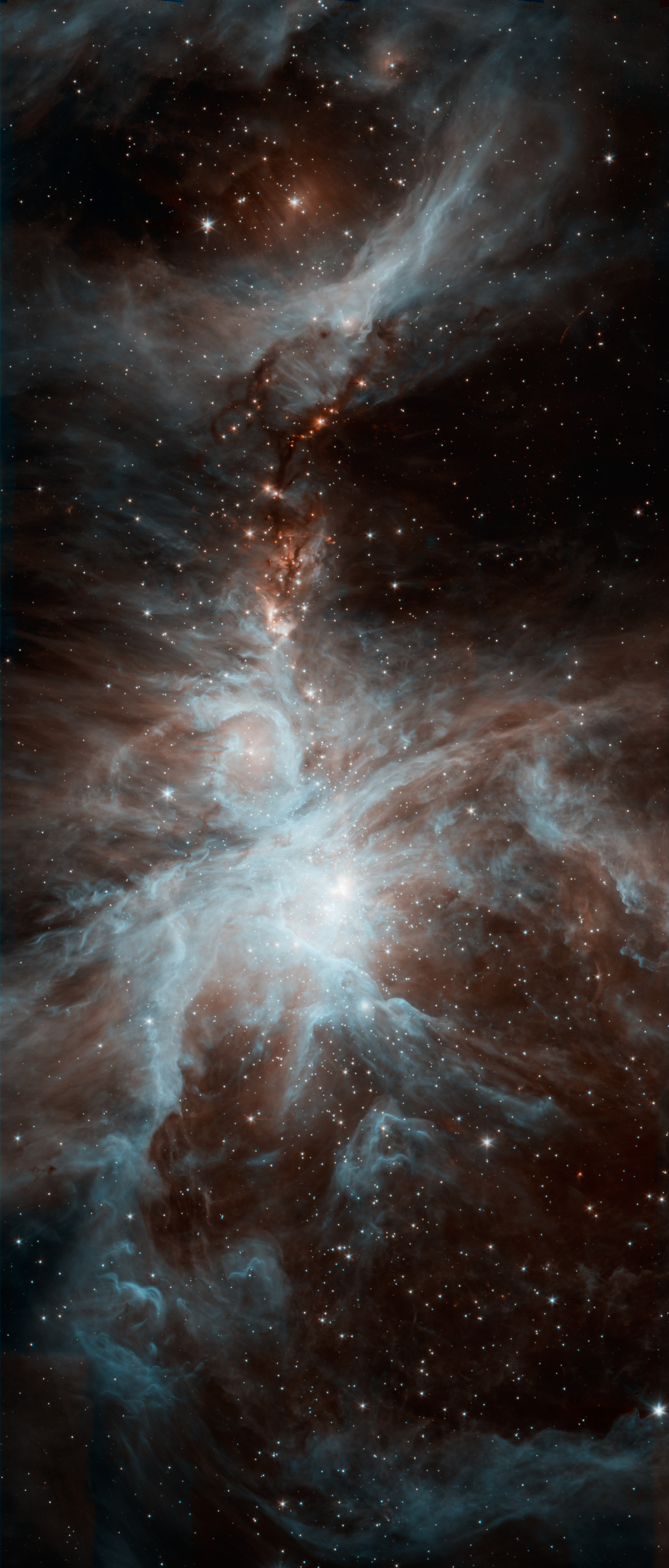
La nébuleuse d'Orion, vue par le télescope spatial Spitzer de la NASA.

La nébuleuse d'Orion a été découverte en 1610 par Nicolas-Claude Fabri de Peiresc. Il fut apparemment le premier à remarquer son aspect diffus, bien que Ptolémée, Tycho Brahe et Johann Bayer aient assimilé les étoiles du centre à un seul gros objet. Galilée avait détecté de petites étoiles de cette région en observant avec sa lunette astronomique peu de temps auparavant.
La nébuleuse d'Orion abrite en son sein une énorme bulle de gaz, très ténue, d'une température de 2 millions de degrés Celsius, découverte par une équipe internationale menée par des chercheurs suisses et du Laboratoire d'astrophysique de Grenoble (CNRS/Université Joseph- Fourier, Observatoire de Sciences de l'Univers de Grenoble) grâce au satellite européen XMM-Newton. Cette température est tellement élevée que le gaz émet non pas dans le domaine visible, mais dans celui des rayons X, domaine d'investigation du satellite XMM, lancé par l'Agence spatiale européenne en 1999. Ces résultats sont publiés en ligne le 30 novembre 2007 sur Science Express.
En 2023, le spectro-imageur MIRI (Mid-Infrared Instrument (en)) du télescope spatial James Webb permet de détecter pour la première fois la molécule méthylium, une des briques de la vie, dans un disque protoplanétaire  autour d'une étoile jeune dans la nébuleuse.
En 2025, le réseau d'antennes ALMA et le télescope spatial James Webb obtiennent des images directes d'une exoplanète en formation à partir du disque protoplanétaire de HOPS 315, une protoétoile située dans la nébuleuse d'Orion,.

## Observation

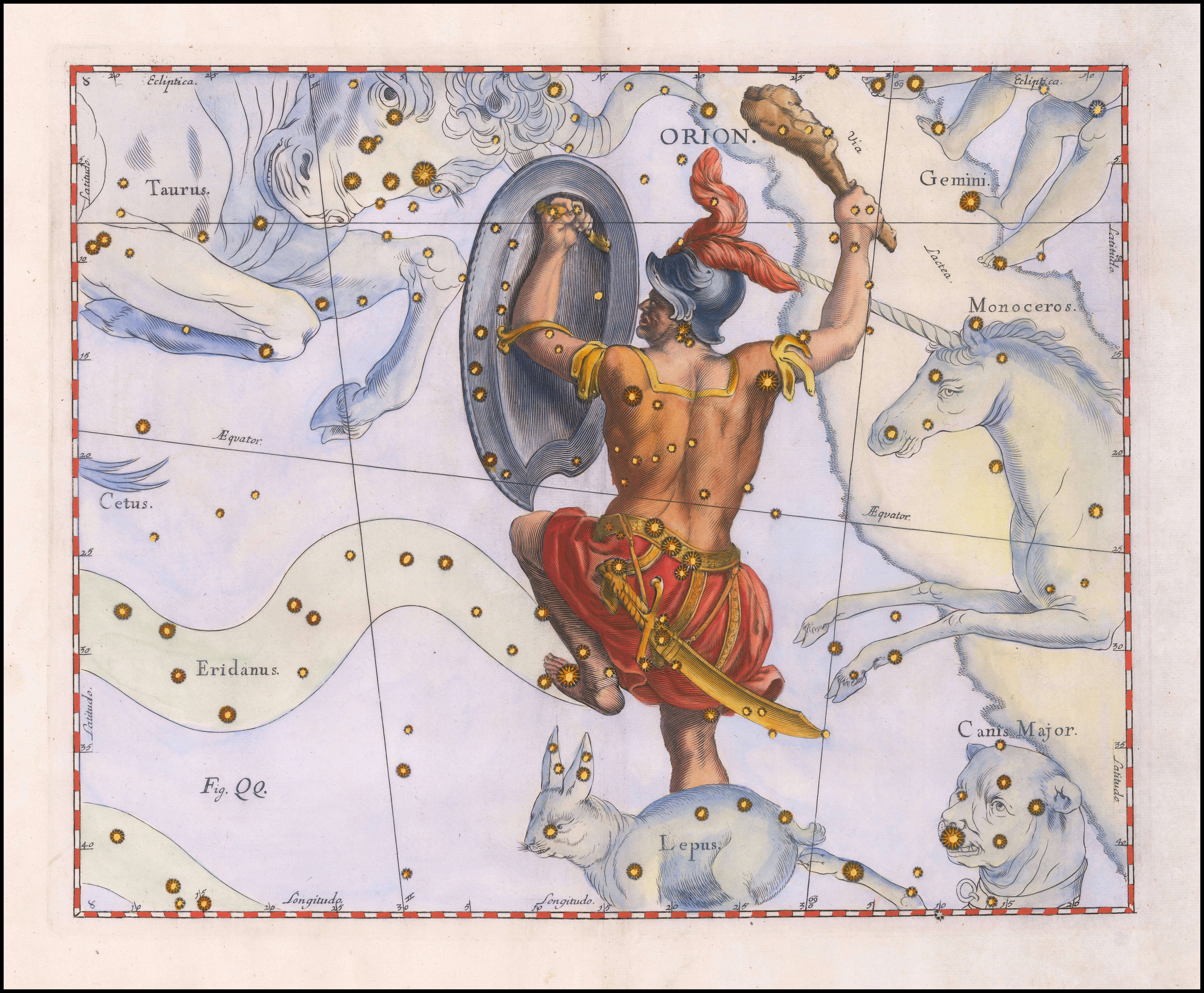
La constellation d'Orion, du catalogue d'étoiles Prodromus Astronomiae, de Johannes Hevelius (1690).

La nébuleuse d'Orion est l'un des objets célestes les plus faciles à observer. Elle se trouve dans l’Épée de la constellation d'Orion, juste en dessous de sa ceinture qui, formée de trois étoiles très serrées et alignées, se repère facilement. L’Épée d'Orion ressemble à une larme tombant vers l'horizon. En pointant un télescope, une lunette ou encore de bonnes jumelles, la nébuleuse apparaît. Un faible grossissement (entre 30 et 60 fois) permet de l'observer dans son ensemble. Un grossissement plus important, de l'ordre de 100 à 200 fois, permet d'observer les étoiles qui la composent, notamment les quatre qui forment l'amas du Trapèze.

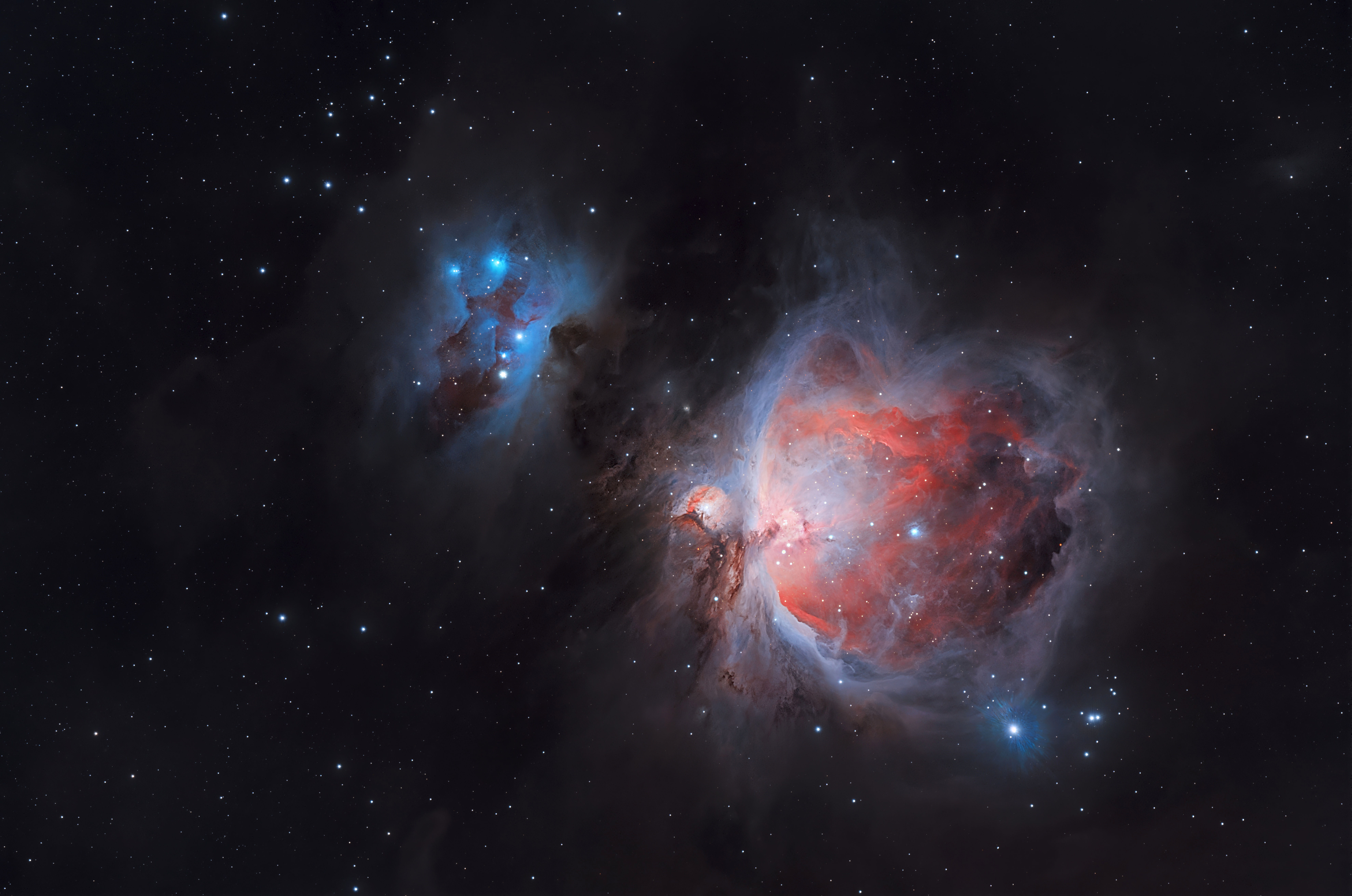
Nébuleuse d'Orion (à droite) par un télescope amateur.

Très appréciée des astronomes amateurs, elle est facile à trouver et révèle beaucoup de détails, même observée avec des instruments de faible diamètre. Avec un télescope de 114 mm de diamètre, elle présente la forme d'un « oiseau ». On peut distinguer une tache blanche diffuse avec des formes, et une sorte d'ombre au centre. Avec un télescope de 200 mm, elle apparaît vraiment très brillante, et un grossissement important donne réellement l'impression « d'être dedans ». De bonnes conditions atmosphériques laissent parfois deviner les couleurs de la nébuleuse. Sa magnitude favorable permet également d'utiliser des filtres améliorant le contraste (OIII ou UHC par exemple) et de distinguer davantage de détails.

## Galerie d'images

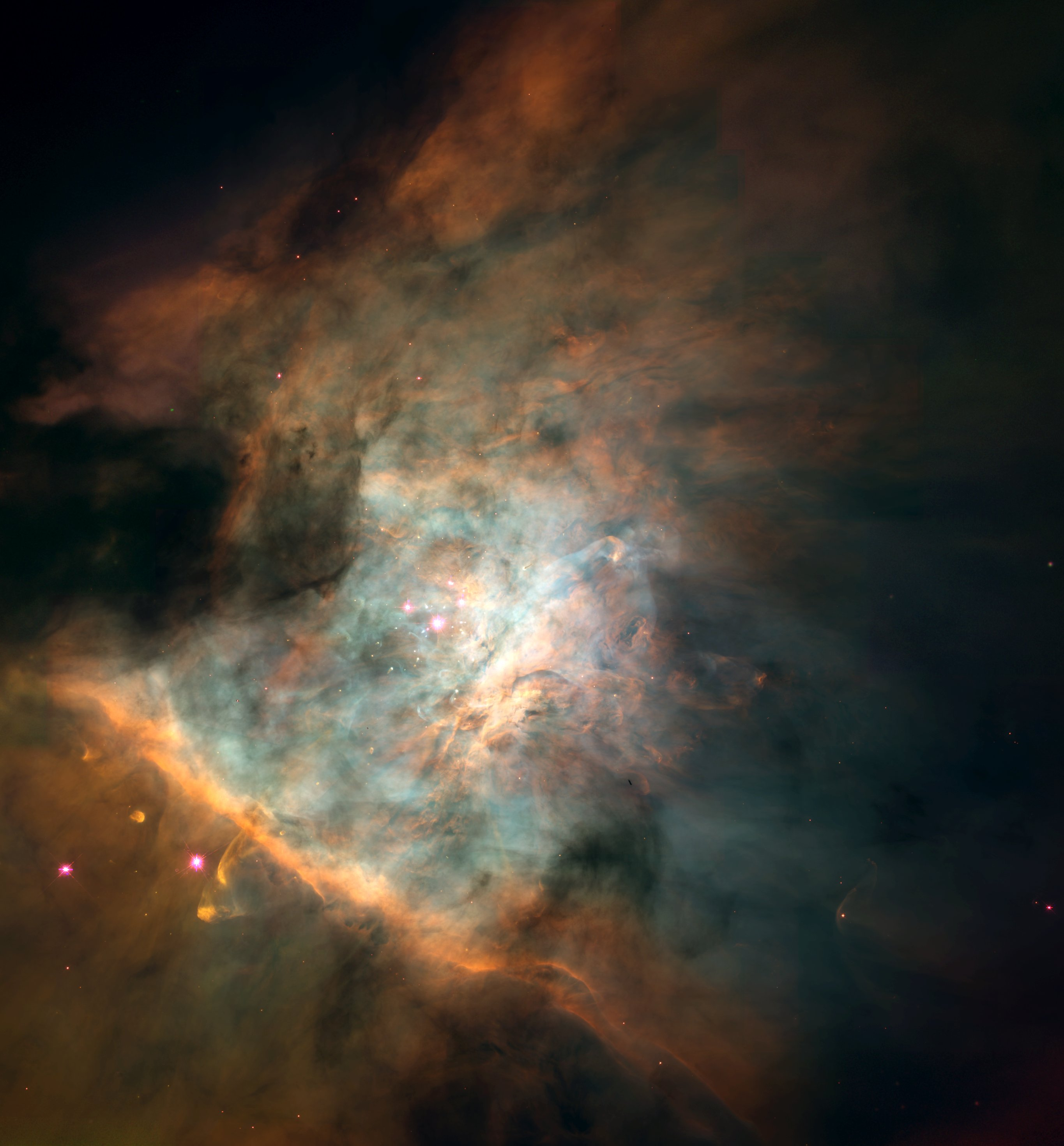
Nébuleuse d'Orion vue par le télescope spatial Hubble.
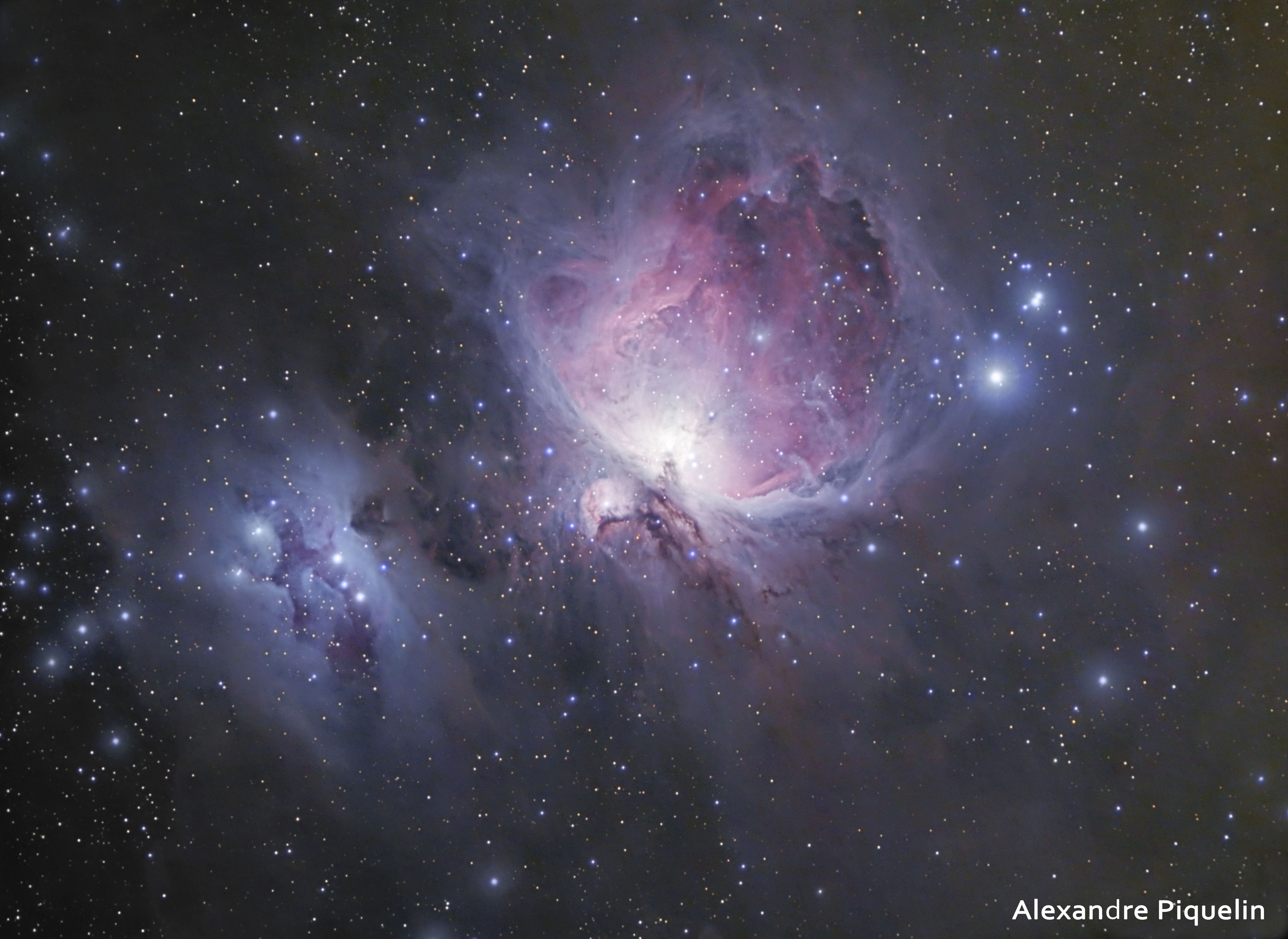
M42 en couleurs naturelles.
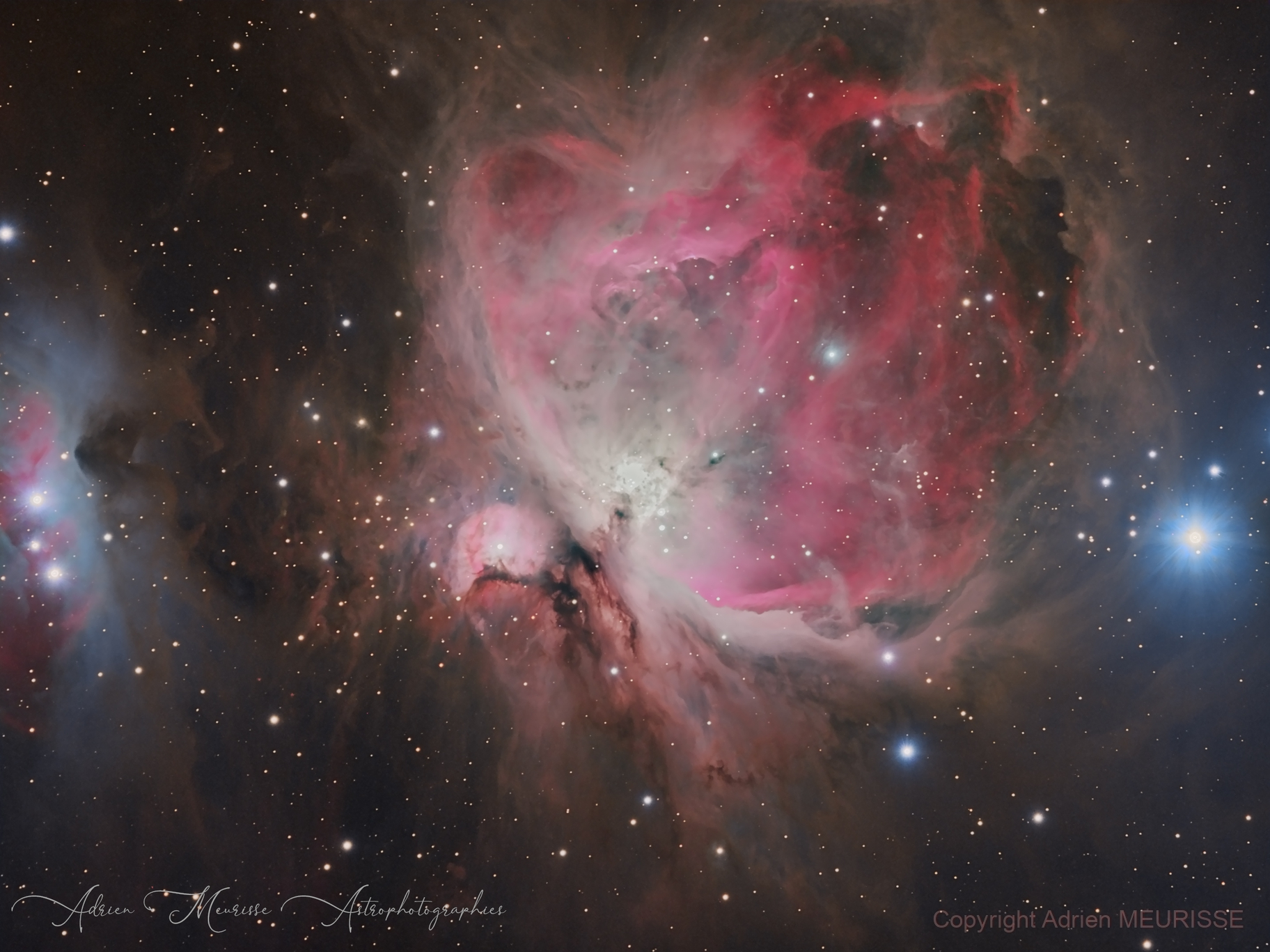
Nébuleuse d'Orion par un télescope amateur.
Image panoramique partielle infrarouge de la nébuleuse, de l'ESO.
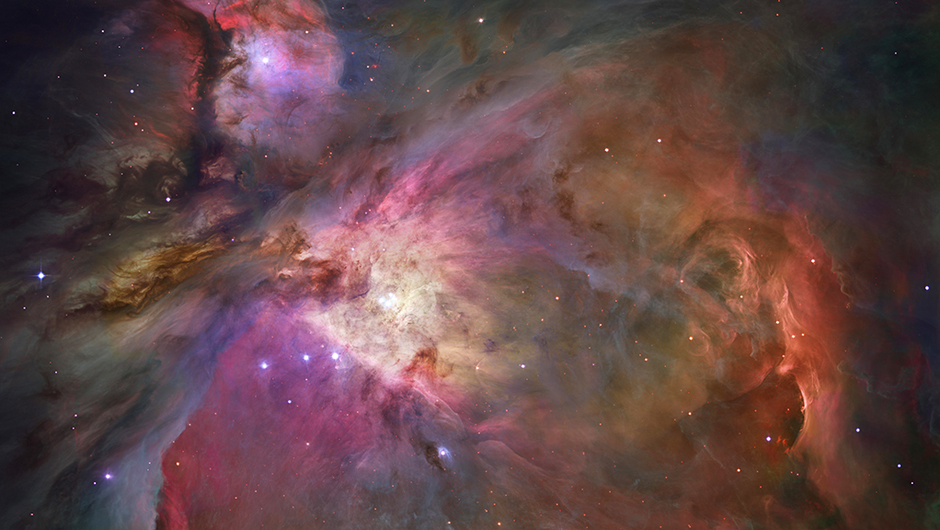
Vue panoramique partielle de la nébuleuse, par le télescope spatial Hubble (NASA).
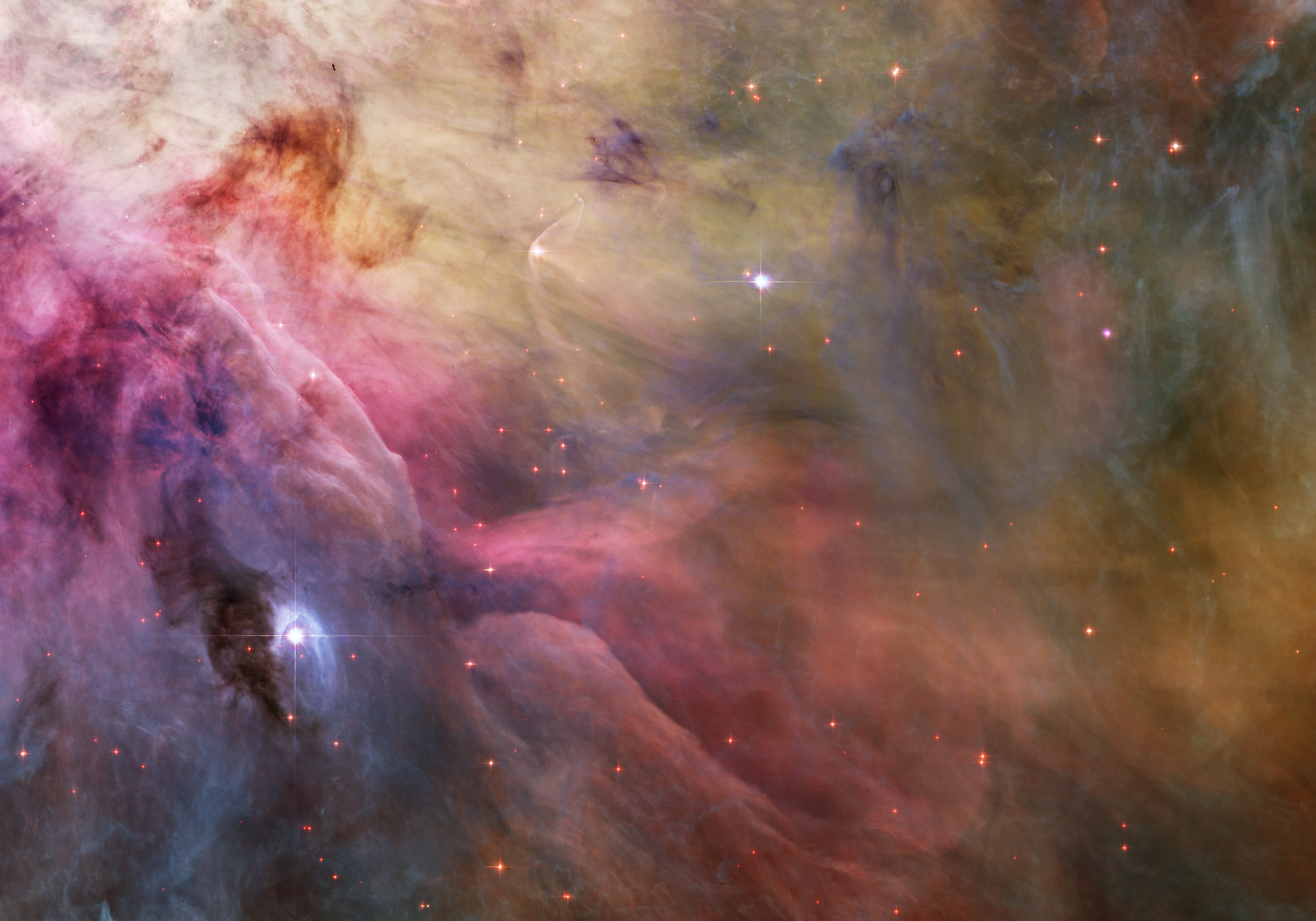
Vue panoramique partielle de la nébuleuse, par le télescope spatial Hubble (NASA).
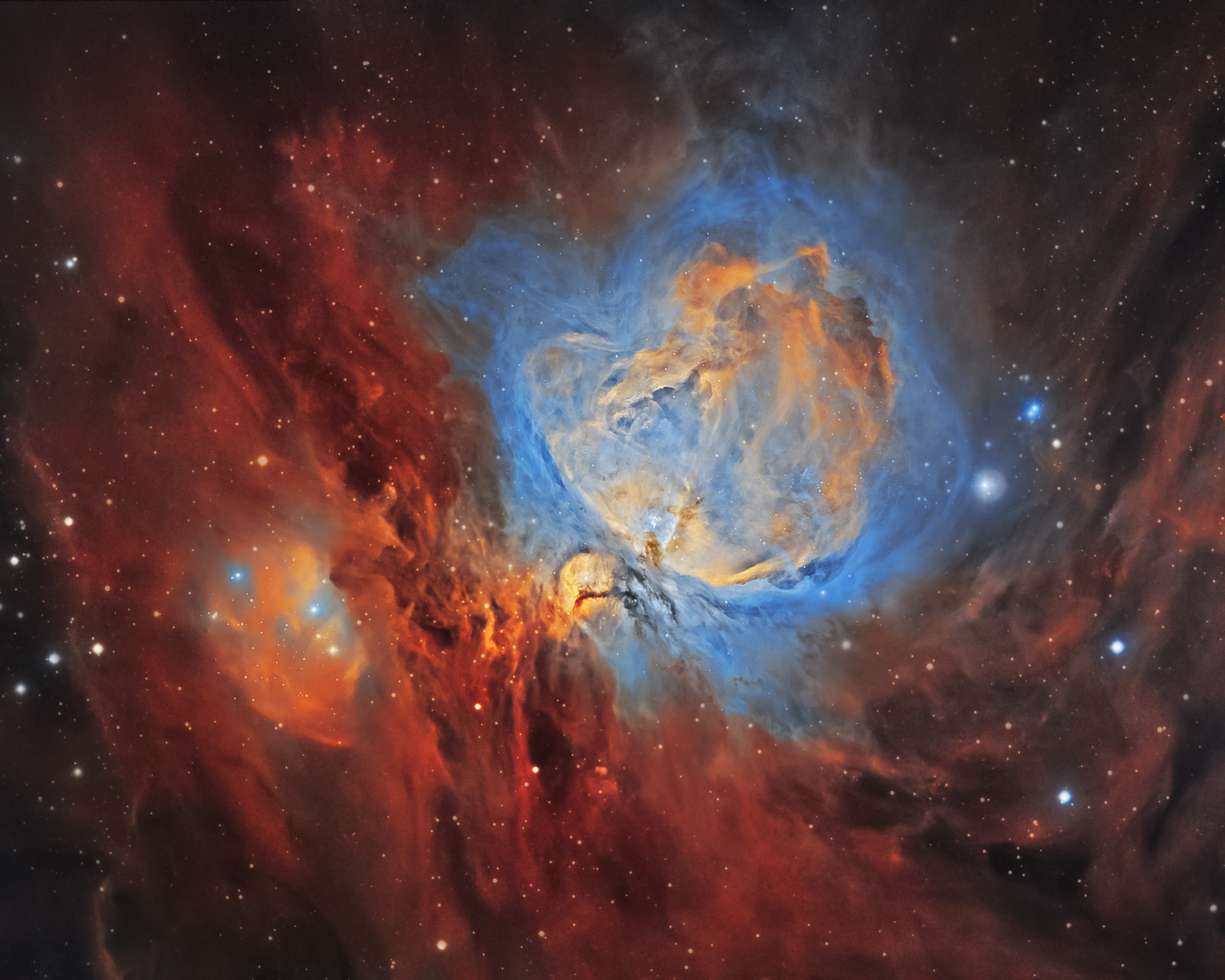
Couleurs non réelles, choisies par l'utilisation de filtres à bande étroite. Le rouge représente l'émission Sii, le vert/orange l'émission Hα, et le bleu l'émission Oiii (Oxygène doublement ionisé). Pour représenter tous les éléments de cette portion du ciel, il faut réaliser un important traitement de lumière : le centre peut être vu en seulement 15 secondes, mais au moins 15 heures de pause sont nécessaires pour recevoir les nuages extérieurs. Novembre 2019.
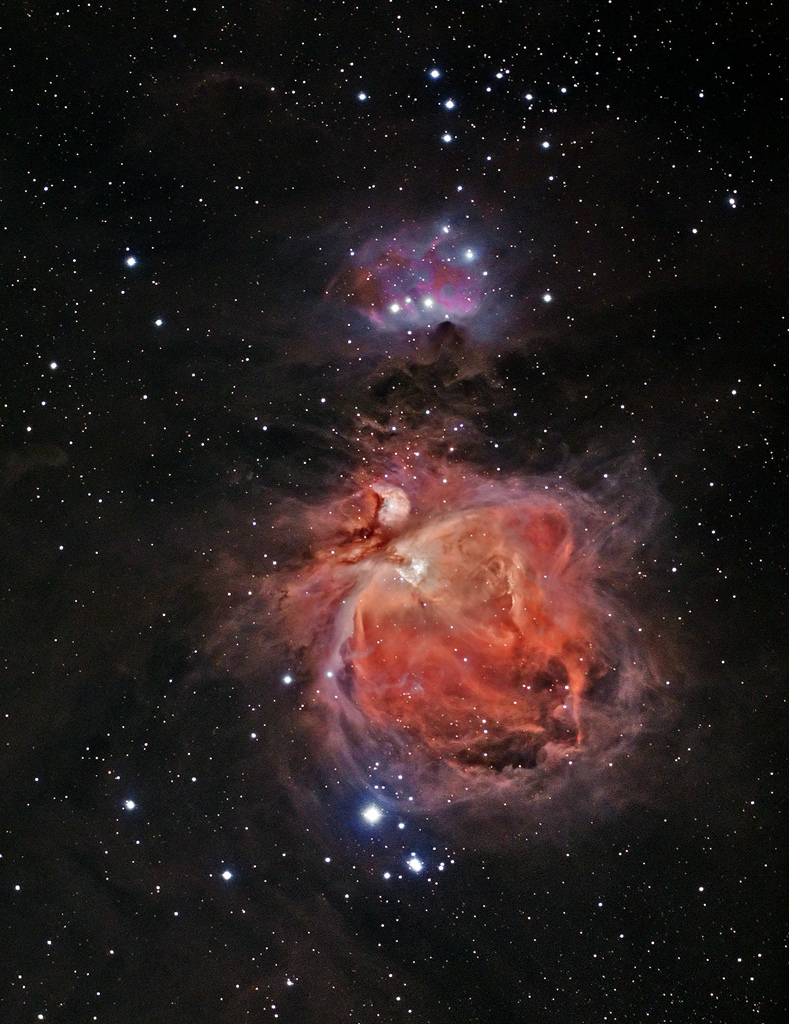
Image composée de la nébuleuse d'Orion (en bas, avec à l'arrière, les nébuleuses NGC 1982, NGC 1975, et NGC 1981).